# Пуния, Дипак
Дипак Пуния (род. 19 мая 1999, Чхара, Харьяна) — индийский борец вольного стиля, серебряный призёр чемпионата мира 2019 года.

## Биография
Родился в 1999 году в Индии. С 2009 года активно занимается борьбой. В 2016 году стал чемпионом мира среди кадетов. Чемпион Азии 2018 года среди юниоров. Чемпион мира 2019 года среди молодёжи.
В 2019 году в весовой категории до 86 кг стал бронзовым призёром на чемпионате Азии по борьбе.
В 2019 году на чемпионате мира в Казахстане, Дипак в борьбе за чемпионский титул в весовой категории до 86 кг дошёл до финала, но из-за травмы не вышел на схватку и автоматически присудили победу спортсмену из Ирана Хасану Яздани и завоевал серебряную медаль.
В 2020 году в весовой категории до 86 кг стал бронзовым призёром на чемпионате Азии.
В 2021 году в весовой категории до 86 кг стал серебряным призёром на чемпионате Азии.
На чемпионате Азии 2025, который проходил в Аммане, завоевал серебряную медаль в весовой категории до 92 кг.